# Roscoe Lockwood
Roscoe Conkling Lockwood (ur. 22 listopada 1875 w Upper Pittsgrove, zm. 24 listopada 1960 w Moorestown) – amerykański wioślarz, złoty medalista olimpijski.
Wystąpił na igrzyskach olimpijskich w Paryżu w 1900, gdzie amerykańska osada Vesper Boat Club w składzie: William Carr, Harry DeBaecke, John Exley, John Geiger, Edwin Hedley, James Juvenal, Roscoe Lockwood, Edward Marsh i Louis Abell (sternik) zdobyła złoty medal w ósemkach ze sternikiem. Srebrnych medalistów, Belgów z Royal Club Nautique de Gand, Amerykanie wyprzedzili o 6 sekund. Był to jego jedyny start olimpijski.
Poza sportem pracował w Wydziale Kontroli Napojów Alkoholowych stanu New Jersey.